# Vardusia
Vardusia (řecky Βαρδούσια) je vápencové pohoří nacházející se ve Středním Řecku v regionální jednotce Fókida. Rozlohou se jedná o nevelký masiv, ovšem poměrně vysoký a atraktivně vyhlížející. Je tvořen prakticky jedním hřebenem. Základním stavebním prvkem je zde jako u sousední skupiny Giona především vápenec. Nejvyšší hora je Korakas (2495 m).

## Poloha
Vardusia leží západně od pohoří Parnas. Na severu dělí Vardusii od nejjižnějších výběžků pohoří Pindos, řeka Sperhios. Jižní svahy horstva prudce spadají do vod Korintského zálivu.

## Geografie
Pohoří se člení na tři části. Severní Vardusia, jejíž nejvyšší vrchol je Sinani (2059 m), velmi strmá a skalnatá Západní Vardusia, jejíž nejvyšší vrchol je Sufles (2300 m) a Jižní Vardusia, kde se nalézá nejvyšší vrchol Korakas. Celý masiv je zhruba 30 km dlouhý a v nejširším místě 15 km široký.
Horami protékají řeky Mornos na severovýchodě, Kokkinos a Evinos na severozápadě. Na svazích hor leží mnoho vesnic. Na západě Artotina, Dixori, Dafnos, Diakopi. Na jihu obec Kallio a na východě Athanasios Diakos (Ano Musunitsa), Musunitsa, Koniakos a Trividi.

## Turismus
V pohoří se nachází jen jedna turistická chata Pitimaliko. Hory jsou velmi málo navštěvované. Značené turistické cesty až na výjimky neexistují.